# Rosie Kay
Rosie Kay (Escocia, 27 de marzo de 1976) es una coreógrafa británica más conocida por su galardonado espectáculo 5 Soldiers, MK ULTRA (producido en colaboración con el periodista de la BBC y cineasta ganador del BAFTA Adam Curtis) y coreografiando la entrega en la ceremonia de clausura de los Juegos de la Commonwealth 2018 televisada en directo por BBC Two, que se estima que fue vista por mil millones de personas en todo el mundo. Además es la fundadora y ex directora artística de Rosie Kay Dance Company (que recibió el estatus de Organización de Portafolio Nacional del Arts Council England en 2017 ), Artista Asociada en Dance City, e investigadora asociada de la Escuela de Antropología y Etnografía del Museo de la  Universidad de Oxford.

## Trayectoria Profesional
Rosie Kay, nacida en Escocia y criada en Devon, empezó con clases de baile en la edad de tres. Entrenó en la Escuela de Londres de Baile Contemporáneo, graduándose en 1998. Kay trabajó por primera vez como bailarina fuera del Reino Unido antes de fundar Rosie Kay Dance Company en 2004.
En 2013, Kay se convirtió en Artista Residente de Leverhulme en la Universidad de Oxford, utilizando el archivo del Museo Pitts Rivers para crear Sluts of Possession con el artista de danza brasileño Guilherme Miotto. Trabajó con el director del Instituto de Antropología Social y Cultural, el profesor Stanley Ulijaszek, la compañera de investigación, la Dra. Karin Eli, el Dr. Noel Lobley (Jefe de Etnomusicología), el Dr. Christopher Morton (Jefe de Cine y Fotografía en Pitt Rivers) y el Dr. Clare. Harris para desarrollar la pieza. Interpretada por Kay y Miotto, Sluts of Possession que se presentó en Dance Base en el Festival Fringe de Edimburgo, perfeccionando los estados de trance y los rituales tribales. En 2014, junto con el productor James Preston que se unió a Rosie Kay Dance Company como director ejecutivo, se reunió por primera vez en el Festival Fringe de Edimburgo mientras Kay interpretaba su pieza The Wild Party en 2006.
En 2015 Kay interpretó al personaje de Nastya Terpsikhorova y asumió el papel de Directora de Movimiento en la dirección escénica de Irina Brown de Orango de Shostakovich en BBC Proms, Royal Albert Hall en Londres.

### Edinburgh Fringe
En 2017, volvió con una carrera de sell-out presentado por en el Festival  Fringe en Edinburgo y galardonado con el Premio Estival quijada de 'Greatest Moments Festival 2017'. Una comisión digital de The Space en 2017 permitió una transmisión en vivo del programa desde una base del ejército en Londres presentado por Sadler's Wells en BBC Arts Online.
En 2018 fue elegida como la Coreógrafa de la actuación de traspaso de los Juegos de la Commonwealth cuando el evento deportivo pasó de Australia a Birmingham, Reino Unido para los Juegos de la Mancomunidad de 2018. La coreografía se preparó en diez días y se televisó en vivo a aproximadamente mil millones de personas en todo el mundo, en una actuación que también incluyó la toma con una sola cámara más larga de un traspaso en vivo. La actuación contó con la bailarina principal del Birmingham Royal Ballet , Céline Gittens, y una mezcla de ballet, jazz y danza contemporánea. Aproximadamente 1,500 voluntarios audicionaron para participar y entre 500 y 600 participaron en el espectáculo en vivo. En abril de 2018, Rosie Kay Dance Company se convirtió en una organización dentro del portfolio nacional del Arts Council England.
Kay es directora asociada y coreógrafa de una adaptación a gran escala de Woyzeck, con un elenco comunitario de más de 100 en el Birmingham Repertory Theatre como parte del Birmingham International Dance Festival 2018.
En septiembre de 2021, Romeo + Juliet se estrenó en el Hipódromo de Birmingham y recibió cuatro presentaciones más en un cartel doble con el Birmingham Royal Ballet.

En diciembre de 2021 Kay renunció a su compañía, Rosie Kay Dance Company tras una investigación después de que sus bailarines hicieran afirmaciones con respecto a las opiniones de Kay sobre el género y el sexo biológico .
The Times. . . Kay les pidió que definieran no binario. Ante eso, dice que varios bailarines gritaron que ella era una intolerante y una terf. Kay dijo que apoyaba los espacios para un solo sexo, especialmente porque en 2019, en los vestuarios neutrales de género de un estudio de danza, vio a “mujeres y niñas desnudándose y en el medio a un joven bailando con el pene afuera. Estaba demasiado conmocionada para quejarme ".

### 5 Soldiers
En 2015, la producción de Rosie Kay, 5 Soldiers, recibió una mención especial de los premios a las artes y la salud de la Royal Society of Public Health y fue nominada a la mejor coreografía en los National Dance Awards , mientras que la compañía ganó el premio a la Mejor Compañía de Danza Independiente. El espectáculo también obtuvo considerables elogios de la crítica, obteniendo 5 estrellas en The Scotsman, The Herald, the Observer, the Independent y 4 estrellas en The Guardian, y se incluyó en las listas de mejores bailes de 2015 por las últimas tres publicaciones. En 2006, Kay sufrió una lesión en la rodilla y los médicos le dijeron que nunca volvería a bailar. Cuando se recuperaba de una operación y aún sentía los efectos de la anestesia general, tuvo un sueño  que inspiró la creación de 5 Soldiers: The Body is the Frontline, una pieza que cuenta la historia de hombres y mujeres en el ejército británico . Recordando el sueño, le dijo a The Daily Record :
“Soñé que me habían volado la pierna en un campo de batalla del desierto. En el sueño, mi primer pensamiento fue, 'Oh, mierda'. Mi segundo pensamiento fue: 'Mi cuerpo no es mi alma, puedo cortarme los brazos y las piernas y seguiría siendo yo'. Pensé: '¿Cuáles son los vínculos entre el entrenamiento de danza y el entrenamiento de soldados? ¿Puedo entender la forma en que usan sus cuerpos? ¿Podría entrar en eso? ¿Cómo se sentiría cambiar mi cuerpo de esa manera? ¿Qué pasa en tu mente para correr esos riesgos? "
Después de tener la idea de 5 soldados, le tomó casi dos años ganar un vínculo integrado en un batallón de infantería. Con el apoyo del mayor general retirado del ejército británico, Sir Michael Carleton-Smith, consiguió un vínculo con el 4 Batallón, The Rifles, con quien participó en un entrenamiento intensivo en Dartmoor antes de pasar tiempo con médicos y soldados heridos en la Unidad de Rehabilitación Médica de Defensa en Headley. Court y Selly Oak en Birmingham (Real Centro de Medicina de Defensa). En estos centros de rehabilitación del ejército, Kay habló con soldados que habían regresado de Afganistán con traumatismos complejos y múltiples amputaciones. El general Nick Parker, KCB, CBE comentó sobre Kay:
“El uso de la danza para ayudar a crear una imagen compleja y matizada del conflicto es una de las iniciativas más innovadoras y convincentes que he experimentado después de Irak y Afganistán . Demuestra cómo el arte puede usarse como una herramienta poderosa en el proceso de curación, cómo puede tocar a la familia extendida de aquellos que han sido atrapados en el horror de la batalla y cómo puede enviar un mensaje universal sobre el soldado. Es un logro extraordinario que marcará la diferencia para muchas personas ”. 
Junto con el periodista Adam Curtis, Kay entrevistó a jóvenes de 14 a 25 años de West Midlands, incorporando algunos de sus testimonios en el artículo.

### Mk Ultra
MK ULTRA, realizado en 2017 tiene un enfoque político, la parte final de una trilogía que comienza con 5 soldados (sobre la guerra) y Hay esperanza (sobre la religión). En el que Kay explora temas de vigilancia, propaganda y "guerra total".

### Romeo + Julieta
"Una nueva reimaginación de la tragedia clásica de Shakespeare establece la acción en el caluroso verano de Birmingham de 2021. En esta ciudad diversa, las lealtades familiares de los jóvenes dan paso a la lealtad a las pandillas mientras los adolescentes juegan con las reglas de los adultos. Una fiesta en el parque se sale de control provocando rumores, disturbios y venganza. En medio de las rivalidades, se encienden los primeros sabores de la libertad y las chispas de un primer amor pleno. Dos jóvenes amantes son llevados a su trágica muerte por acontecimientos que no pueden controlar ".

## Dimisión de Rosie Kay de la compañía de danza
En diciembre de 2021, The Times publicó un artículo sobre la renuncia de Rosie Kay de su propia compañía de danza. Según el artículo, Kay renunció luego de que se presentaran quejas al directorio de la compañía sobre sus puntos de vista sobre la identidad transgénero, que expresó en una conversación en una cena privada que organizó en su casa para bailarines de la compañía. El propósito aparente de la reunión, que tuvo lugar durante los ensayos de la producción de la compañía de "Romeo y Julieta". fue para "relajarse y animar a todos", aunque los bailarines han afirmado que Kay seguía actuando en el papel de su empleador. Para la fiesta, Kay preparó platos de lentejas, ensaladas y salmón a la parrilla para satisfacer las dietas veganas y sin gluten de los jóvenes bailarines. Las quejas que finalmente llevaron a la renuncia de Kay de la compañía que ella fundó fueron hechas por cuatro de los bailarines que asistieron a la fiesta, algunos de los cuales no son binarios. El conflicto que dio lugar a las quejas surgió durante una conversación en la que Kay les dijo a los asistentes a la fiesta que estaba trabajando con un club de lectura LGBT y varios amigos trans para crear una nueva producción basada en "Orlando". Según Kay, "el debate se tornó acalorado mientras hablábamos sobre las diferencias entre sexo y género y si las mujeres trans deberían ser admitidas en espacios de mujeres, como refugios para víctimas de violencia doméstica". Creo en las protecciones basadas en el sexo y en los derechos de las mujeres basados en el sexo. Los derechos de las mujeres y la libertad de expresión son la piedra angular de mi expresión artística " Kay, quien dice que fue violada a los 16 años por un amigo de la escuela, dice que no se ajusta al género, pero que "como bailarina, vives en tu cuerpo". No te haces ilusiones sobre tu sexo. Durante los períodos, se lesiona más fácilmente. Cuando ovulas, estás inestable ".
Según el artículo de The Times, las quejas alegaban que Kay era agresiva y había incomodado a los bailarines al mostrarles el dormitorio de su hijo en un recorrido general por la casa. En un artículo de la BBC, Kay presuntamente hizo comentarios que incluyen: "identificarse como no binario es una evasión", que "permitir que las personas trans tomen bloqueadores hormonales está creando eunucos" y que "las mujeres trans son un peligro para las mujeres en los baños y solo quieren tener acceso a los baños de mujeres para cometer una agresión sexual ". Los denunciantes también afirmaron que Kay había dicho que no ser binario es "una locura". Kay niega haber dicho esto, pero reconoce que dijo, y cree, que "no existe el sexo no binario". En respuesta a las quejas presentadas al consejo de administración de Rosie Kay Dance Company, el consejo escribió al Consejo de las Artes y la Comisión de Caridad, diciéndoles que Kay estaba bajo investigación por transfobia. La junta exigió que Kay fuera investigada por un consultor externo de recursos humanos, pero Kay se negó a someterse a ninguna investigación "que no reconozca que mis creencias críticas de género están protegidas por la ley". Renunció a la empresa después de buscar asesoramiento legal.
El 9 de diciembre, Kay dijo que estaba estudiando la posibilidad de seguir "vías legales" para obligar a la empresa a ceder su propiedad intelectual, que "le pertenece contractualmente", y que también estaría considerando la posibilidad de presentar una demanda por despido constructivo y discriminación.
El 10 de diciembre, seis bailarines de su antigua compañía publicaron una carta abierta acusando a Kay de haber creado un ambiente de trabajo hostil, diciendo que había hecho declaraciones como "identificarse como no binario es una evasión", que "permitir que las personas trans tomen los bloqueadores de hormonas están creando eunucos ", y que" las mujeres trans son un peligro para las mujeres reales en los baños y solo quieren tener acceso a los baños femeninos para cometer una agresión sexual ". La carta abierta decía además que Kay había pedido a los miembros no binarios de la empresa que confirmaran qué genitales tenían. Kay niega estas acusaciones, diciendo que la única charla sobre "eunucos" fue una referencia al texto feminista de Germaine Greer The Female Eunuch, y que ella no era transfóbica, diciendo que "la presencia de hombres que pueden decir falsamente que son mujeres trans en los baños de mujeres puede causar traumas a las mujeres que han sufrido agresión sexual, como lo ha hecho un número significativo de mujeres ".

## Premios y reconocimientos
- 1er premio de Coreografía, Festival Internacional de Danza en Solista de Stuttgart[46]
- Premio de la Reina como 'Joven triunfador de Escocia'.[12]
- Premio Bonnie Bird a la nueva coreografía.[5]
- Primer artista asociado de DanceXchange[12]
- Primer artista de Leverhulme residente en la Escuela de Antropología y Etnografía de Museos de la Universidad de Oxford, 2013-2014, miembro de St Cross College .[10][47][48]
- Investigador asociado, Universidad de Oxford, con artículos publicados en Medical Humanities y un capítulo de libro publicado por Oxford University Press sobre "Guerra y coreografía".[49][50]

## Lista de obras importantes
- Asylum (2004)
- The Wild Party (2006)
- Ballet on the Buses (2007)
- Double Points: K (2008) in collaboration with Emio Greco | PC.
- Supernova (2008)
- 5 SOLDIERS – The Body Is The Frontline (2010–2017)
- The Great Train Dance (2011) on the Severn Valley Railway
- There is Hope (2012)
- Haining Dreaming (2013)
- Sluts of Possession (2013)
- MOTEL (2016) in collaboration with Huntley Muir
- MK ULTRA (2016–2018)
- Modern Warrior (2017–18)
- Choreography of Commonwealth Games handover (2018)
- Artemis Clown (2018–19)
- 10 Soldiers (2019)
- Absolute Solo II (2021)
- Romeo + Juliet (2021)

Sus créditos cinematográficos incluyen el coreógrafo de Sunshine on Leith (2013)  y Brummoves (2014). 5 SOLDADOS: la película se exhibió en la Herbert Gallery Coventry, Stadtmuseum Dresden y forma parte de la colección de películas de la Médiathèque du Centre National de la Danse, París.